# Сейм (река)
Сейм (укр. Сейм) — река, левый приток Десны, самый длинный из её притоков. Протекает по территории России (Белгородская область, Курская область) и Украины (Сумская область, Черниговская область).

## Происхождение названия
В древнерусских литературных источниках (летописи, Книга Большому чертежу) река называется Семь. По преданию, название произошло благодаря образующим реку семи притокам, называемых «Семицами»: Пузацкая Семица (Пузатый Сейм), Сеймица (Семица) Котлубанская, Донецкая (Донская) Семица, Сухая Семица, Полная Семица (Полный Сейм) и т. д.
Энциклопедический словарь Брокгауза и Ефрона также склоняется к этой версии появления названия реки. Однако в числе основообразующих указывает другие притоки: Рать, Млодать, Озерна, Полная и др.
Название Семь (Сем) и теперь встречается в курских говорах.
В современной литературной легенде Семь (Сем) — суженый Десны, дочери богатыря Днепра.
По мнению Макса Фасмера, этимология гидронима неясна. Лешек Мошинский считает возможным видеть в названии этой реки индоевропейский корень *- ke- со значением «пёстрый, разноцветный». Наиболее вероятной на сегодняшний день является гипотеза о том, что др.-рус. Семь восходит к иранскому «тёмная река», ср. авест. syāma- и др.-инд. śyāma- «тёмный».
Современная форма сейм может быть обязана своим происхождением описке или позднейшему ложному осмыслению в связи с сеймом — представительным органом власти (возможно, под польским влиянием).

## Физико-географическая характеристика

### Исток
Исток реки находится на юго-западных склонах Среднерусской возвышенности. Образована слиянием рек Сеймицы (Семицы) Пузацкой (Сейма Пузатого) (длина 21 км) и Сеймицы (Семицы) Котлубанской (длина 52 км) северо-восточнее села Кривец Мантуровского района Курской области. Относительно точного местоположения истока существует две версии.
- Согласно версии Института географии Российской академии наук, Сейм начинается от села Верхосеймье (Мантуровский район Курской области) и имеет длину 717 км. Версия восходит к «Книге Большому чертежу»

В реку в Десну, ниже Путивля 70 верст, пала река Семь, течет ис под Рыльска и из под Путивля.

А река Семь вытекла из Пузацкого лесу, из под Муравскои дороги, от верху реки Оскола и от верху Оскольца; а промеж их верховен, через Пузацкои лес, лежит дорога ис Крыму в Русь, Муравскои шлях, мимо Ливны.

- Согласно второй версии, отображённой в большинстве энциклопедий, а также на современных топографических картах, исток Сейма находится в верховьях балки «Голова Сейма», недалеко от хутора Морозов Губкинского городского округа Белгородской области. Здесь несколько родников образуют небольшой ручей, на котором у села Морозово (Губкинский городской округ Белгородской области) построено несколько плотин. В этом случае длина Сейма составляет 748 км, из которых 36 км приходится на территорию Белгородской области. На протяжении первых 25 км Сейм не имеет постоянного водотока. Он начинается только у села Строкино. Водность Сейма заметно увеличивается после впадения ниже Строкина, на расстоянии 718 км от устья Сейма левого притока Масловки (длина 22 км). Вышепомянутая «Книга Большому чертежу» этот участок именует Сеймицей (Семицей) Котлубанской.

А в реку Семь с левые стороны, ниже Муравского шляху верст з 10, пала Семица река Донецкая, а вытекла от верх Донца Северского, течет через Муравскои шлях; а выше Семицы Донецкие пала в Семь Семица Котлубанская.

А Семь Котлубанская вытекла от верху Корени и Корочи, из под Изюмского шляху против Юшковых бояраков, течет через Муравскои шлях; от Пузацкого лесу до Котлубанские Семи верст з 20.

Энциклопедический словарь Брокгауза и Ефрона также отмечает наличие двух версий, отдавая предпочтение истоку, лежащему в Старо-Оскольском урочище

Общая длина течения р. Сейма в К. губ. составляет около 550 в. (по другим данным 480 в.). Первые главные истоки лежат в Старо-Оскольском у. (Никаноровка и Ольшанка)

### Течение
До впадения правого притока реки Рать Сейм течёт в северо-западном направлении. Далее он течёт на запад до устья Свапы. Здесь Сейм принимает юго-западное направление, огибает большой излучиной Дмитриевско-Рыльскую гряду с юга и на расстоянии 222 км от своего устья уходит за пределы Курской области России на территорию Сумской области Украины. По территории Украины Сейм течёт преимущественно в западном направлении, а от Батурина до устья — в северо-западном направлении. Впадает в Десну слева на расстоянии 352 км от устья последней напротив села Малое Устье (Корюковский район Черниговской области), пересекая в низовьях Приднепровскую низменность.
Ширина русла реки в летнюю межень в верхнем течении — 10-30 метров, среднем — 40-80 метров и нижнем течении — 80-100 метров. Глубина реки варьирует в пределах 2-3 метров, уменьшаясь до 0,5-1,0 метра на перекатах и увеличиваясь до 4-6 метров на плёсовых участках и в низовьях, иногда до 10-15 метров в ямах, где обычно собирается и зимует рыба. Встречаются участки, которые летом можно пересечь вброд. Дно не стойкое, в верхнем течении — суглинистое, ниже — супесчаное и песчаное. Русло Сейма устойчивое, извилистое. Река сильно меандрирует, образуя многочисленные излучины, петли, крутые повороты. Течение медленное, спокойное 0,3-0,4 м/с, на перекатах — до 0,7 м/с. Высота истока — 178 метров над уровнем моря (с. Кривец Мантуровского района Курской области), устья — 112 метров над уровнем моря. Падение реки составляет 66 метров, уклон реки — 0,095 м/км. Средний расход воды возле Рыльска в межень — 32 м³/с., средний годовой расход воды в 105 км от устья (с. Мутин Конотопского района Сумской области) — 99,6 м³/с. Замерзает в конце ноября — декабре, вскрывается в конце марта — начале апреля. Весеннее половодье длится почти 70 дней. Питание преимущественно снеговое. Весной проходит до 70-80 % годового стока. На 35-40 % сток формируется подземными водами. Минерализация воды — менее 200 мг/л весной и 300—500 мг/л — летом.

### Бассейн
Общая площадь бассейна Сейма составляет 27 500 км², из которых 20 350 км² приходится на 65 % территории Курской области. Долины рек широкие, эрозионные, выработанные в отложениях меловой, палеогеновой и неогеновой систем. Основные слагающие породы района — мел, известняки. Рельеф холмистый, сильно расчленённый балками и ярами.
Правый берег Сейма — высокий (до 40 метров), крутой, местами обрывистый, иногда — с обнажениями мела и известняков. Левый — низкий (5-10 метров), пологий, террасированный, с уклоном террас в сторону реки. Долина реки асимметрична. Ширина долины (преимущественно 9-12 км) постепенно увеличивается. В верховьях ширина долины — 1-2 км, в среднем течении — 5-8 км, в нижнем — 12-26 км. Долина сравнительно глубокая — 50-75 метров. Начиная от села Сорокино Курчатовского района до села Макаровка того же района Сейм течет по искусственному руслу, образованному при строительстве Курской АЭС. Старое русло реки сейчас залито водами пруда — охладителя АЭС. Оба берега на участке искусственного русла пологие и низкие, значительная часть левого берега на этом участке образована дамбой пруда-охладителя.
Пойма реки местами сильно заболочена, особенно в нижнем течении. Болота занимают более 8 % площади бассейна реки, в том числе на территории Украины — 39,4 тыс.га. В широкой преимущественно левосторонней пойме (шириной местами более 2 км) — многочисленные староречья — замкнутые озера-старицы, заводи, протоки, пойменные излучины, острова. В бассейне Сейма — около 1000 озёр, прудов и водохранилищ. Самые большие озёра: Лезвино (длиной 7,3 км), Малино (длиной 4,5 км), Маковье (длиной 4,1 км), Фитиж (длиной 3,4 км).
Речная система Сейма насчитывает более 914 притоков (в том числе длиной более 100 км — 3, менее 10 км — 770), причём только в пределах Курской области, Сейм имеет 639 притоков: длиной 101—200 км — 2, 51-100 км — 7, 21-50 км — 42, 11-20 км — 59, 10 км и менее — 529. В пределах Украины Сейм имеет 7 притоков длиной более 10 км.
| Притоки Сейма  | Притоки Сейма                   | Притоки Сейма           | Притоки Сейма | Притоки Сейма         | Притоки Сейма    | Притоки Сейма       | Притоки Сейма                         |
| Правый / Левый | Наименование                    | Расстояние от устья, км | Длина, км     | Площадь бассейна, км² | Уклон реки, м/км | Область (для устья) | Примечание                            |
| -------------- | ------------------------------- | ----------------------- | ------------- | --------------------- | ---------------- | ------------------- | ------------------------------------- |
| левый          | Сеймица (Котлубанская)          | 696                     | 52            |                       |                  | Курская             |                                       |
| правый         | Сейм Пузатый (Сеймица Пузацкая) | 696                     | 21            | 189                   |                  | Курская             |                                       |
| левый          | Кривчик                         |                         |               |                       |                  | Курская             |                                       |
| левый          | Плоская                         | 678                     | 22            | 111                   |                  | Курская             |                                       |
| правый         | Лещинка                         | 672                     | 39            | 330                   |                  | Курская             |                                       |
| левый          | Доне́цкая Се́ймица                | 671                     | 71            | 733                   |                  | Курская             |                                       |
| левый          | Ивица                           | 653                     | 20            | 136                   |                  | Курская             |                                       |
| левый          | Усть-Плоское                    | 634                     | 21            | 88                    |                  | Курская             |                                       |
| правый         | Хан                             | 631                     | 21            | 156                   |                  | Курская             |                                       |
| правый         | Кременец                        |                         |               |                       |                  | Курская             |                                       |
| левый          | По́лная                          | 621                     | 59            | 600                   |                  | Курская             |                                       |
| правый         | Рать                            | 603                     | 43            | 655                   |                  | Курская             |                                       |
| левый          | Млодать                         | 593                     | 33            | 248                   |                  | Курская             |                                       |
| правый         | Тускарь                         |                         | 108           | 2480                  |                  | Курская             |                                       |
| правый         | Моква                           |                         |               |                       |                  | Курская             |                                       |
| правый         | Большая Курица                  | 553                     | 50            | 411                   |                  | Курская             |                                       |
| левый          | Воробжа                         | 545                     | 21            | 226                   |                  | Курская             |                                       |
| правый         | Рогозна                         | 534                     | 25            | 225                   |                  | Курская             |                                       |
| правый         | Ломня                           |                         |               |                       |                  | Курская             |                                       |
| правый         | Демина                          | 514                     | 13            | 42                    |                  | Курская             |                                       |
| левый          | Ре́ут                            | 506                     | 88            | 1030                  |                  | Курская             |                                       |
| левый          | Бык                             |                         | 26            |                       |                  | Курская             |                                       |
| правый         | Прутище                         | 434                     | 55            | 611                   |                  | Курская             |                                       |
| правый         | Сва́па                           | 411                     | 197           | 4990                  |                  | Курская             |                                       |
| правый         | Амонька                         | 385                     | 50            |                       |                  | Курская             |                                       |
| левый          | Избица                          | 373                     | 25            | 93                    |                  | Курская             |                                       |
| правый         | Рыло                            | 365                     | 21            | 104                   |                  | Курская             |                                       |
| правый         | Дублянка                        | 364                     |               |                       |                  | Курская             |                                       |
| левый          | Груня                           | 344                     | 24            |                       |                  | Курская             |                                       |
| левый          | Толпинка                        | 344                     | 16            | 73                    |                  | Курская             |                                       |
| левый          | Крепна                          | 327                     | 39            | 282                   |                  | Курская             |                                       |
| левый          | Снагость                        | 309                     | 59            | 644                   |                  | Курская             |                                       |
| левый          | Ведьма                          |                         |               |                       |                  | Курская             |                                       |
| левый          | Вир                             | 202                     | 62            | 1250                  | 0,39             | Сумская             |                                       |
| левый          | Вижица                          | 192                     | 21            |                       | 1,9              | Сумская             |                                       |
| правый         | Горн                            | 186                     | 17            |                       | 0,31             | Сумская             |                                       |
| левый          | Ча́ша                            | 174                     | 31            | 207                   | 1,2              | Сумская             |                                       |
| левый          |                                 | 143                     |               |                       |                  | Сумская             |                                       |
| левый          | Ще́мля (Осога)                   | 120                     | 14            |                       | 0,36             | Сумская             |                                       |
| правый         | Кле́вень                         | 115                     | 133           | 2660                  | 0,50             | Сумская             | Рукав Звань впадает в 125 км от устья |
| левый          | Е́зуч                            | 66                      | 54            | 839                   | 0,76             | Сумская             |                                       |
| левый          | Куколка                         |                         |               |                       |                  | Сумская             |                                       |
| правый         | Валки                           | 5                       |               |                       |                  | Черниговская        |                                       |

## Флора и фауна

### Растительный мир
Типичная лесостепная река. Открытая пойма реки — преимущественно луговая. Поля чередуются с заливными злаково-разнотравными лугами, иногда с примесью бобовых. Вдоль берегов, обрамлённых лентой камыша и густыми зарослями кустарниковой ивы, — узкие, прерывистые ленты пойменного леса. Иногда к воде подходят и сосновые рощи — в последние годы на песчаных террасах сажают сосновые леса. Лесов немного — в бассейне реки они занимают около 8 % всей площади, и они сосредоточены в долинах рек и по оврагам — в основном, это пойменное чернолесье, дубравы; в некоторых местах сохранились «меловые боры». Произрастают дуб, верба, вяз, ясень, осина, ольха, липа, клён, берёза, сосна. Большая часть больших лесных массивов расположена на левом берегу Сейма. В реке растет кувшинка белая, занесенная в Красную книгу. Возле села Макаровка (Курчатовский район Курской области) расположен природный лесопарк. Лесопарк занимает площадь 37 га леса с 200-летними дубами и со 174 видами редких растений, в том числе не зарегистрированными даже в Центрально-Чернозёмном биосферном заповеднике. В зоне Курского водохранилища удалось обнаружить более 50 видов разных грибов и некоторые виды растений, занесённых в Красную книгу Курской области. Ниже села Банищи (Льговский район), на территории Рыльского района Курской области, напротив впадения правого притока Свапы раскинулся большой лесной лиственный массив — Банищанский лес. Здесь можно встретить дубы, клёны. Возле районного центра Коренево, на берегах Сейма и Крепны раскинулась Кореневская дубрава. Возле села Карыж (Глушковский район) находятся памятники природы: припойменный гладиолусовый луг, где произрастает редкое растение — дикий гладиолус (до 260 гладиолусов на 1 м²), занесённый в Красную книгу России, и старинный сосновый бор площадью 1820 га, в котором произрастают редкие породы сосны — сосна веймутова, сосна крымская, а также маньчжурский орех и другие редкие породы деревьев. Ниже Путивля, на правом берегу Сейма, за слиянием рукавов Рехта и Любка, расположен государственный заповедник — Спадщанский лес, известный историческими событиями в период Великой Отечественной войны.

### Животный мир
Животный мир реки довольно разнообразен. На берегах реки и в лесах Присеймья встречаются лось, косуля, кабан, лисица, заяц-русак, белка, куница, норка, ласка, хорёк, суслик и др. Акклиматизирована енотовидная собака. В реке живёт выхухоль, ондатра, нутрия, выдра, а также речной бобр. Об этом свидетельствуют встречающиеся по берегам характерно поваленные деревья — их срез имеет форму конуса. Однако основными местами, где бобр строит свои дамбы, являются небольшие притоки Сейма. На озере Лезвино — бобровый заказник.
На высоких берегах часто встречаются норки береговых ласточек и стрижей. Они живут преимущественно большими колониями. В отдельных местах на обрывистом берегу можно насчитать тысячу и более норок. На пойменных лугах около реки, на озёрах живут белые и серые цапли. Также сюда на поиски пищи прилетает много аистов, которые гнездятся, как правило, в окрестных сёлах. Иногда на реке можно увидеть диких гусей и уток. Возле сёл на реке довольно много домашней водоплавающей птицы.
В Сейме и пойменных озёрах насчитывается более 30 видов рыб, среди которых — сом, сазан, карп. В верхнем течении встречается карась, плотва, пескарь, ёрш, вьюн. На участке Тёткино — Червона Слобода выявлено 10 видов, среди них — елец, овсянка, линь, окунь, а также довольно многочисленные краснопёрка, горчак, голавль, плотва, щука. Самый богатый видовой состав (14 видов) выявлен на участке Путивль — Мутин. Кроме уже перечисленных, встречаются язь, подуст, щиповка. В низовье, от Батурина до устья, встречается почти два десятка рыб. Здесь видовой состав пополняют жерех, густера, лещ, золотой карась. Кроме того, в реке и затоках водятся раки и двустворки. 
В 2024 на российском участке реки в неё были сброшены отходы и много рыбы погибло, загрязнение было трансграничным.

## Хозяйственное использование
Плотность населения на берегах Сейма довольно высока, вследствие чего вблизи крупных населённых пунктов река загрязнена. Вода используется для хозяйственного водоснабжения и орошения. Вдоль берегов создаются водоохранные полосы. На берегах расположены многочисленные пансионаты, санатории и детские лагеря отдыха, множество песчаных пляжей. На Сейме распространены охота, рыболовство, туризм. Плановые туристические водные маршруты проходят на различных участках от Курска до устья.

### Гидросооружения
Гидрологический пост возле села Мутин (Конотопского района Сумской области). Неоднократные попытки шлюзовать реку привели к наличию на участке Курск — Тёткино множества (более десятка) плотин, в частности, возле сёл Сорокино, Большие Угоны (остатки плотины), Марково, Тёткино. Остатки старой мельничной плотины расположены в Путивле, на рукаве Рехта. В связи с созданием водохранилища Курской АЭС, на котором расположен город Курчатов, Сейм ниже течёт в искусственном русле севернее старого.

### Населённые пункты
Вниз по течению Сейма расположены:
Курская область: Кривец, Сейм, Солнцево, Шумаково, Полевая, Курск, Маслово, Прямицыно, Макаровка, Быки, Посёлок имени Карла Либкнехта, Льгов, Кудинцево, Банищи, Бупел, Капыстичи, Березники, Рыльск, Кобылки, Глушково, Званное, Карыж, Марково, Алексеевка, Тёткино
Сумская область: Пески, Клепалы, Чумаково, Путивль, Хижки, Камень, Мутин.
Черниговская область: Батурин, Обмачев, Новые Млыны.

### Судоходство
Для обеспечения судоходства на реке с 1837 года устроены шлюзы с обводными каналами, по состоянию на 1851 год было построено 15 шлюзов (12 — в Курской губ. и 3 — в Черниговской) все шлюзы однокоморные, длиной 16 саж., шириной 10 арш. В те времена суда, плывущие по реке, при длине 40 арш. не могли иметь ширины более 9 арш., иначе они не прошли бы через шлюзы. Также в источнике отмечено, что большим препятствием для судоходства является то обстоятельство, что река довольно извилиста, изменяет ежегодно своё направление течений, фарватер, и имеет во многих местах (преимущественно близь устья) пересыпи и мели, очень затрудняющие движение нагруженных судов.
Судоходство р. Сейма имело своё особое правление и штат, независимо от управления путей сообщений и публичных зданий, но с 1946 года было подчинено ведению путей сообщения на правилах прочих судоходных систем России.
Согласно Энциклопедическому словарю Брокгауза и Ефрона

При имп. Николае Павловиче р. Сейм была шлюзована (см. Пузанов, «Проект устройства коммуникации по р. Сейму», М., 1842) и два судна с Мальцевских заводов проведены в Курск, но первым паводком все уничтожено. В изв. соч. К. Арсеньева: «Статистич. очерки России» (1848 г., стр. 445) сказано: «р. Сейм в недавнее время…приведена в судоходное состояние; но и теперь, несмотря на устройство шлюзов и при них 16 деривационных каналов, судоходство по реке весьма незначительно». В 1846 году прошло по Сейму 6 барок и 87 полубарок; всего груза на 150 000 руб.

Количество прошедших судов по годам:
- 1838 год — 9
- 1843 год — 30, 5 плотов
- 1844 год — 30, 53 плота
- 1845 год — 53, 51 плот
- 1846 год — 6 барок, 87 полубарок, пароход Мальцова (силою 12 лошадей)

В советские времена участок реки Бупел — Рыльск и Рыльск — Сахзавод (Курская область) использовался для пассажирского судоходства до конца 60-х годов (буксир с баржей). Судоходство на этих участках было прекращено из-за резкого снижения уровня воды в реке и ширины реки в связи с началом строительства Курской АЭС с водохранилищем в 1968 году и, как следствие, резкого снижения паводковых вод. На единственном теплоходе типа «Заря» под названием «Василий Фролов» на участке реки Рыльск — Бупел судоходство осуществлялось только несколько лет в конце 60-х годов прошлого века.
В нижнем течении Сейм судоходен от устья до села Вербовка (Нежинская район Черниговской области). Выше по течению судоходство невозможно из-за наведённого понтонного моста на месте неоконченного строительства нового бетонного автомобильного моста на окраине Обмачева. До начала строительства существовало регулярное водное сообщение до Батурина.

## Археология
Между селами Мутин и Камень на правом берегу реки Сейм нашли компактный могильник рубежа эр с 14 богатыми трупосожжениями в урнах. Погребения относят к фазе А3 пшеворской культуры (примерно одновременной фазе Латен D2). Выше могильника на одном из мысов нашли небольшое городище, отдалённое с напольной стороны высоким крутым валом. В шурфах на площадке городища встречены находки скифского периода и роменской культуры.
Регион Посемья был покорён Русью в конце X — начале XI века, скорее всего, в 990-х годах, во время восточных походов Владимира Святославича. Все роменские городища Посемья погибли в пожарах.